# Санкт-Петербурзька академічна філармонія ім. Д. Д. Шостаковича
59°56′10″ пн. ш. 30°19′54″ сх. д. / 59.93601667° пн. ш. 30.33172778° сх. д.
Санкт-Петербурзька академічна філармонія ім. Д. Д. Шостаковича (рос. Санкт-Петербургская академическая филармония им. Д. Д. Шостаковича) — державна установа культури в Санкт-Петербурзі, найстарша з філармоній Росії. Розташована на Михайловській вулиці, 2. Заснована 1921 року на базі колишнього Придворного оркестру та філармонічного товариство

## Історія
1802 року в Петербурзі відкрите перше в Європі філармонічне товариство. Зал філармонії був збудований 1839 року архітектором Полем Жако для дворянського зібрання Петербурга. Фасад будинку спроектований Карлом Россі.
З кінця 1840-х років зал Філармонії став центром музичного життя Петербурга. Серед відомих музикантів XIX століття, що виступали у Філармонії: Ференц Ліст, Антон Рубінштейн, Клара Шуман, Ріхард Вагнер, Поліна Віардо, П. І. Чайковський, Модест Мусоргский, Микола Римський-Корсаков та інші.
12 червня 1921 року відбулося урочисте відкриття Петроградської філармонії, на якому звучали твори П. Чайковського. 12 травня 1926 року тут вперше звучала Перша симфонія Шостаковича, а 9 серпня 1942 року в тяжких умовах блокади — Сьома симфонія Шостаковича.
15 травня 1949 року був відкритий малий зал філармонії, названий іменем М. Глінки. 1975 року філармонії було надано ім'я Дмитра Шостаковича.

## Колективи
В цей час філармонія має два симфонічних оркестри. Один з них має назву Заслужений колектив Росії Академічний симфонічний оркестр Санкт-Петербурзької філармонії, інший — Академічний симфонічний оркестр Санкт-Петербурзької філармонії. Філармонія веде концертну, музично-лекційну й видавничу діяльність. Має велику бібліотеку.

## Галерея

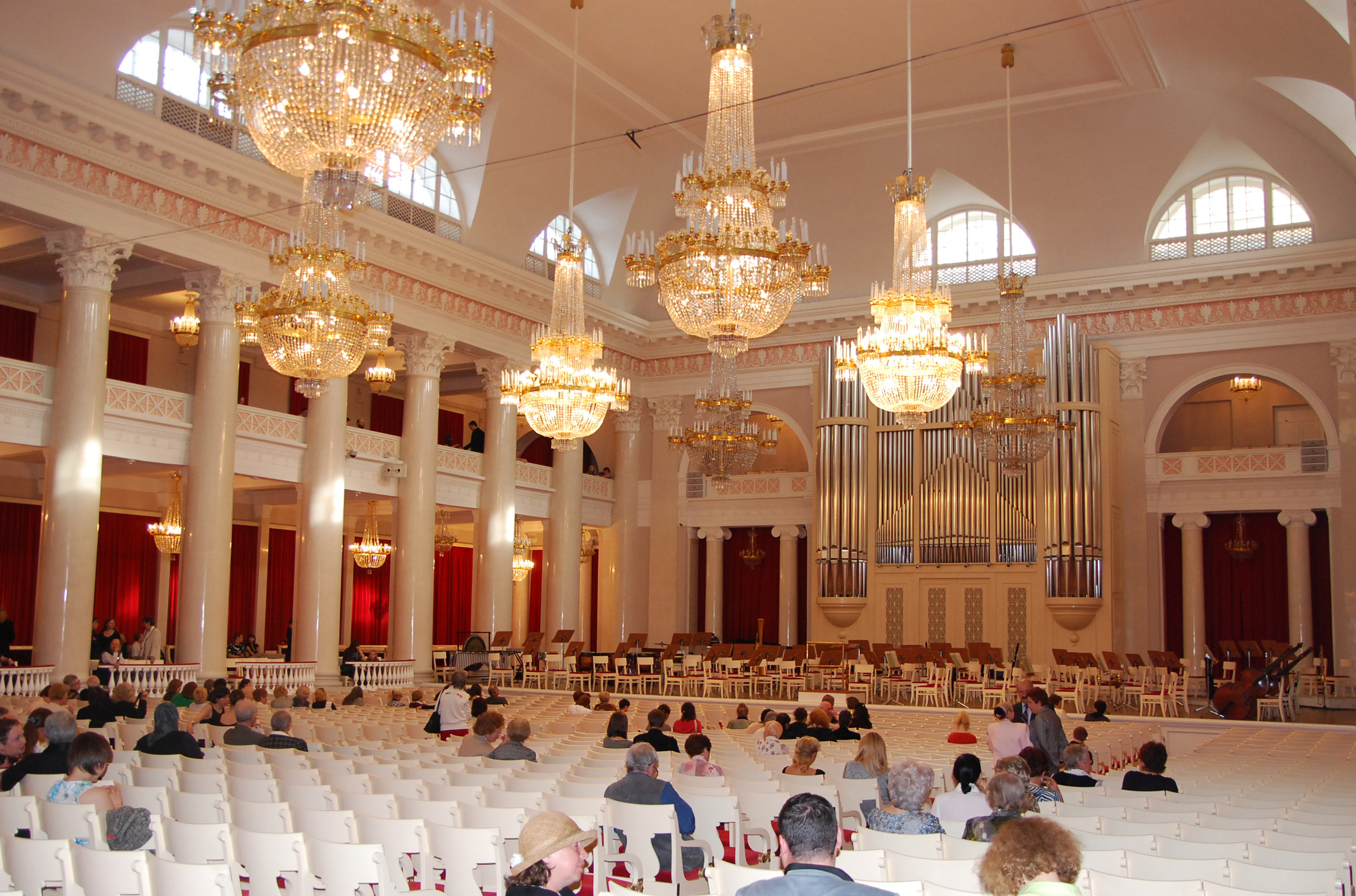
Велика зала
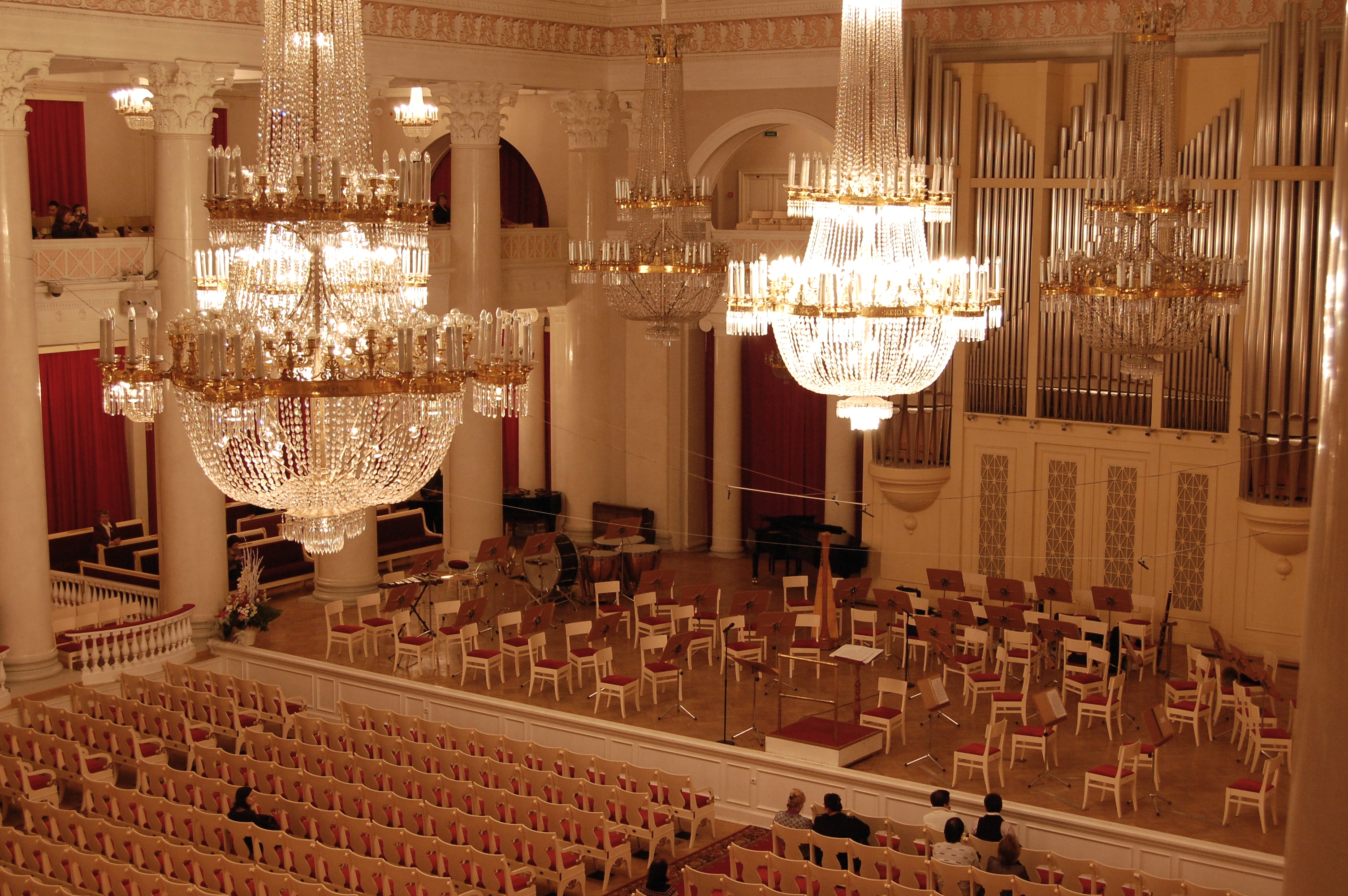
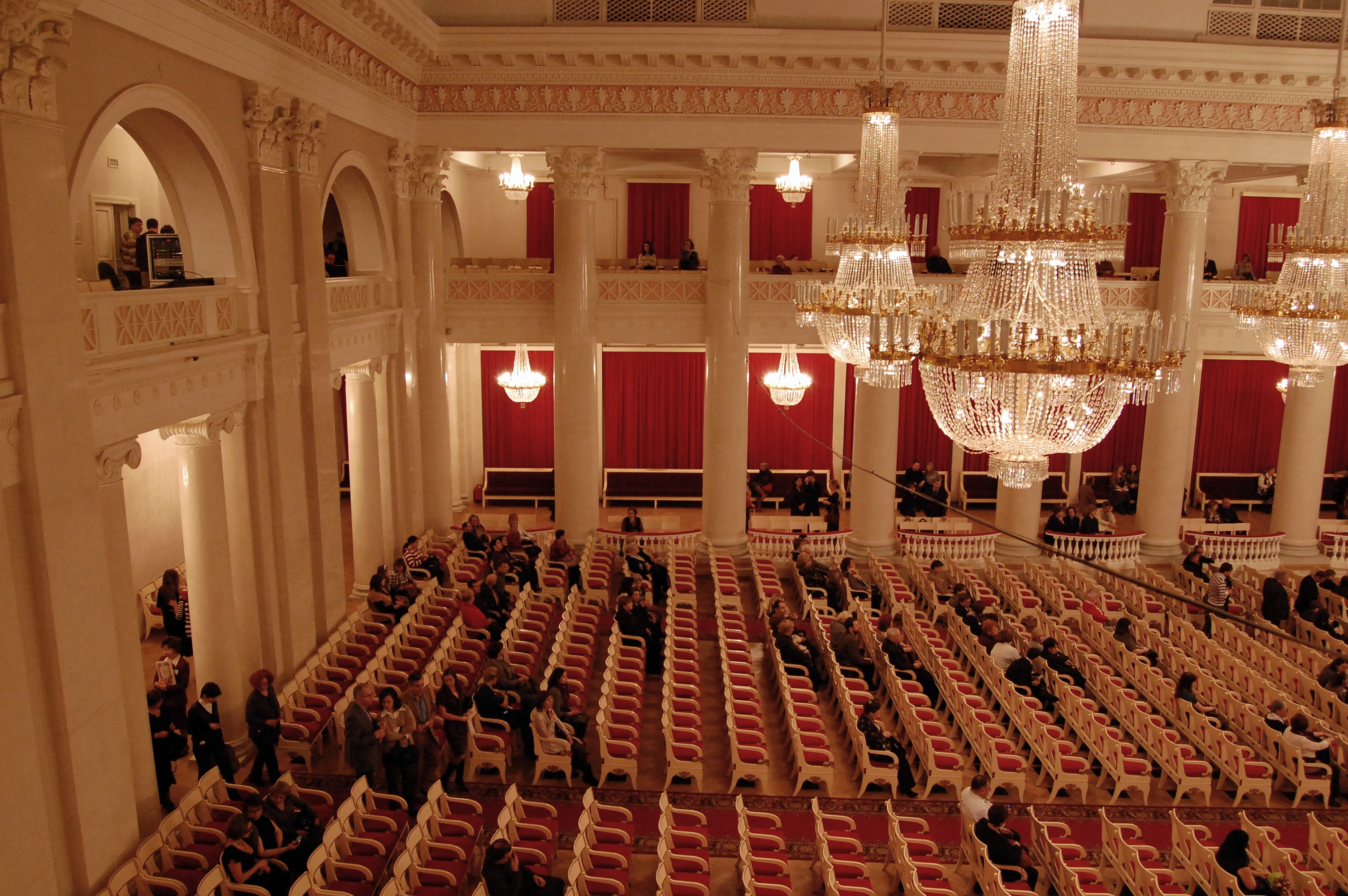
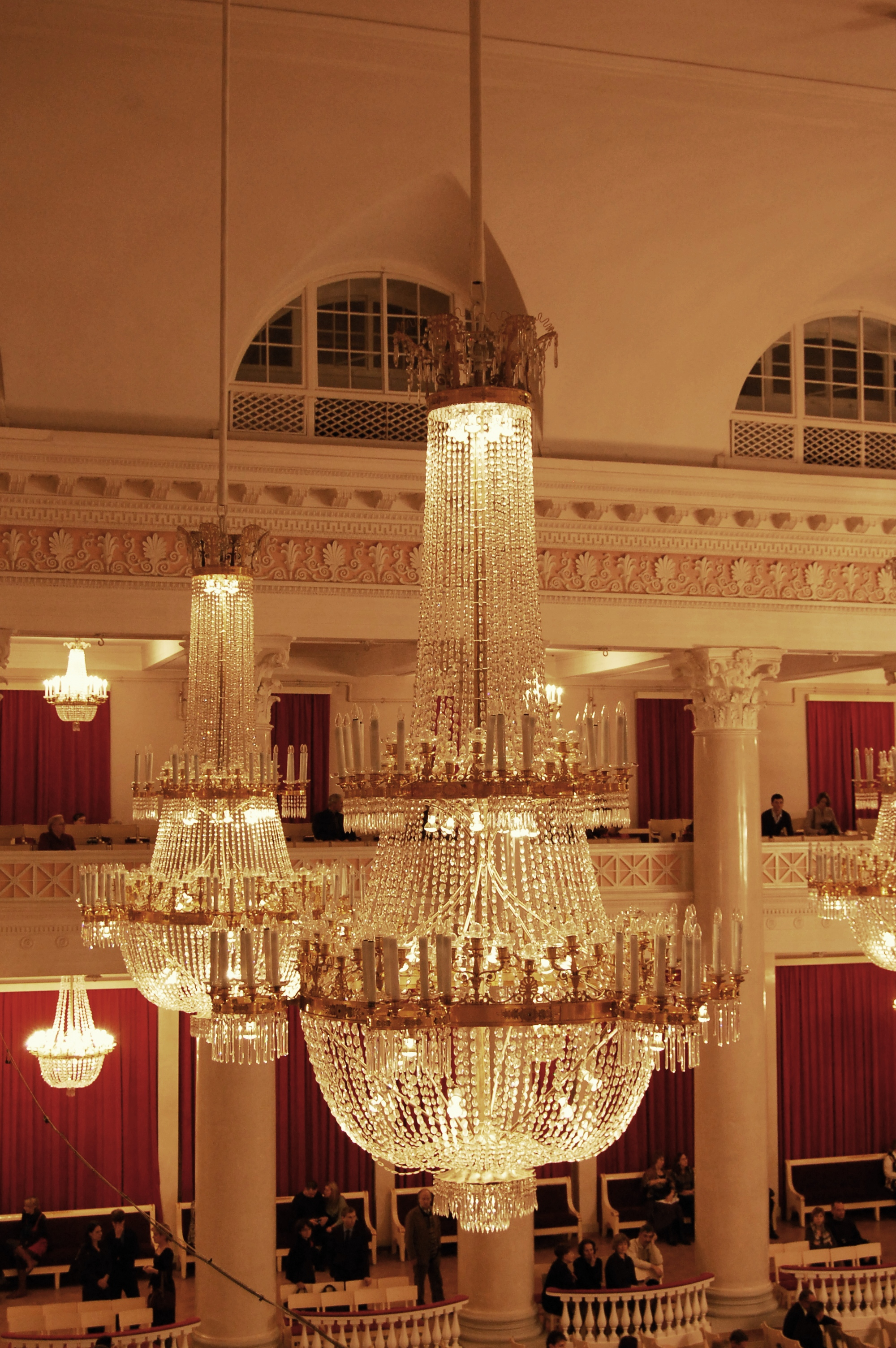
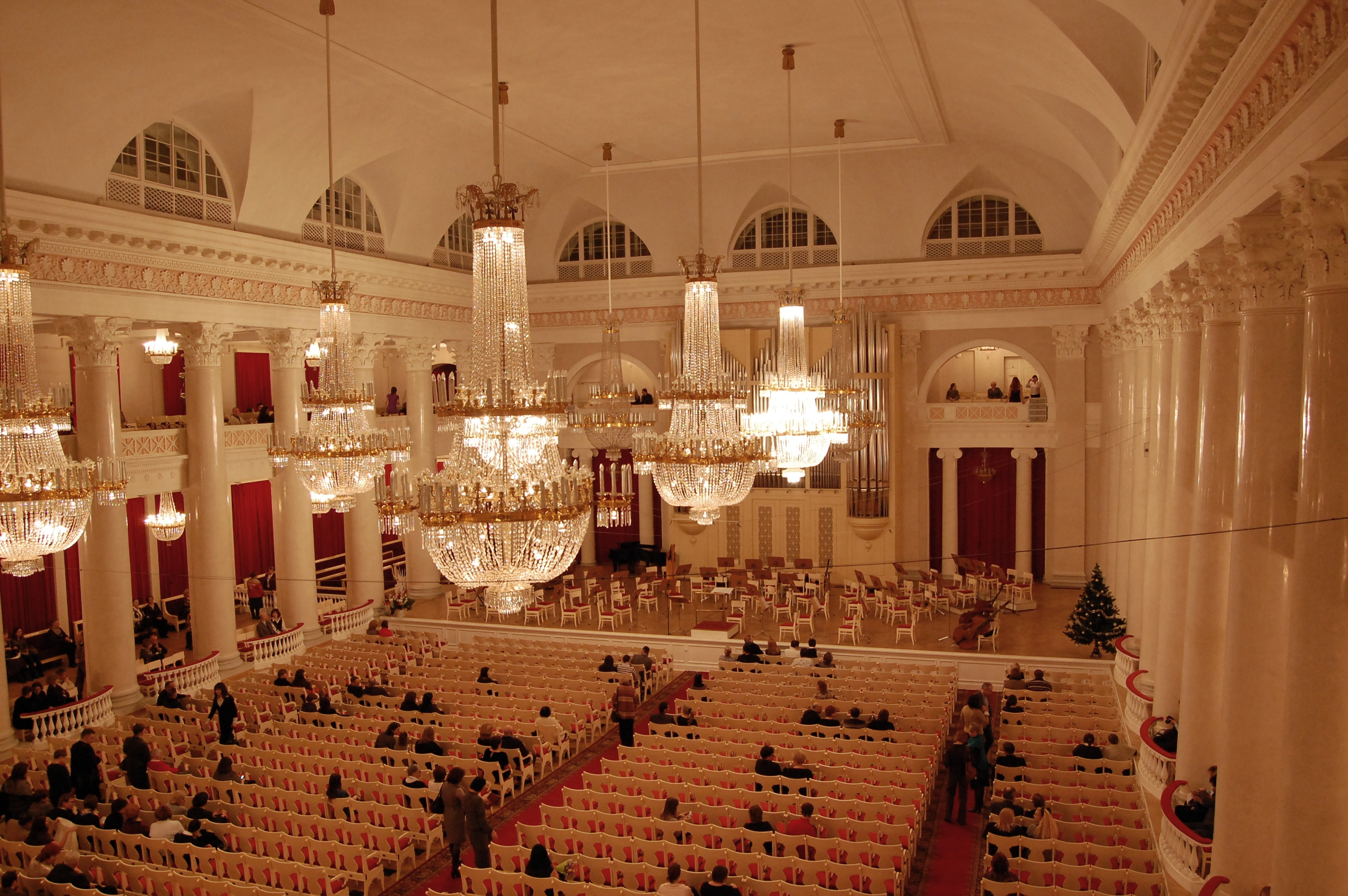
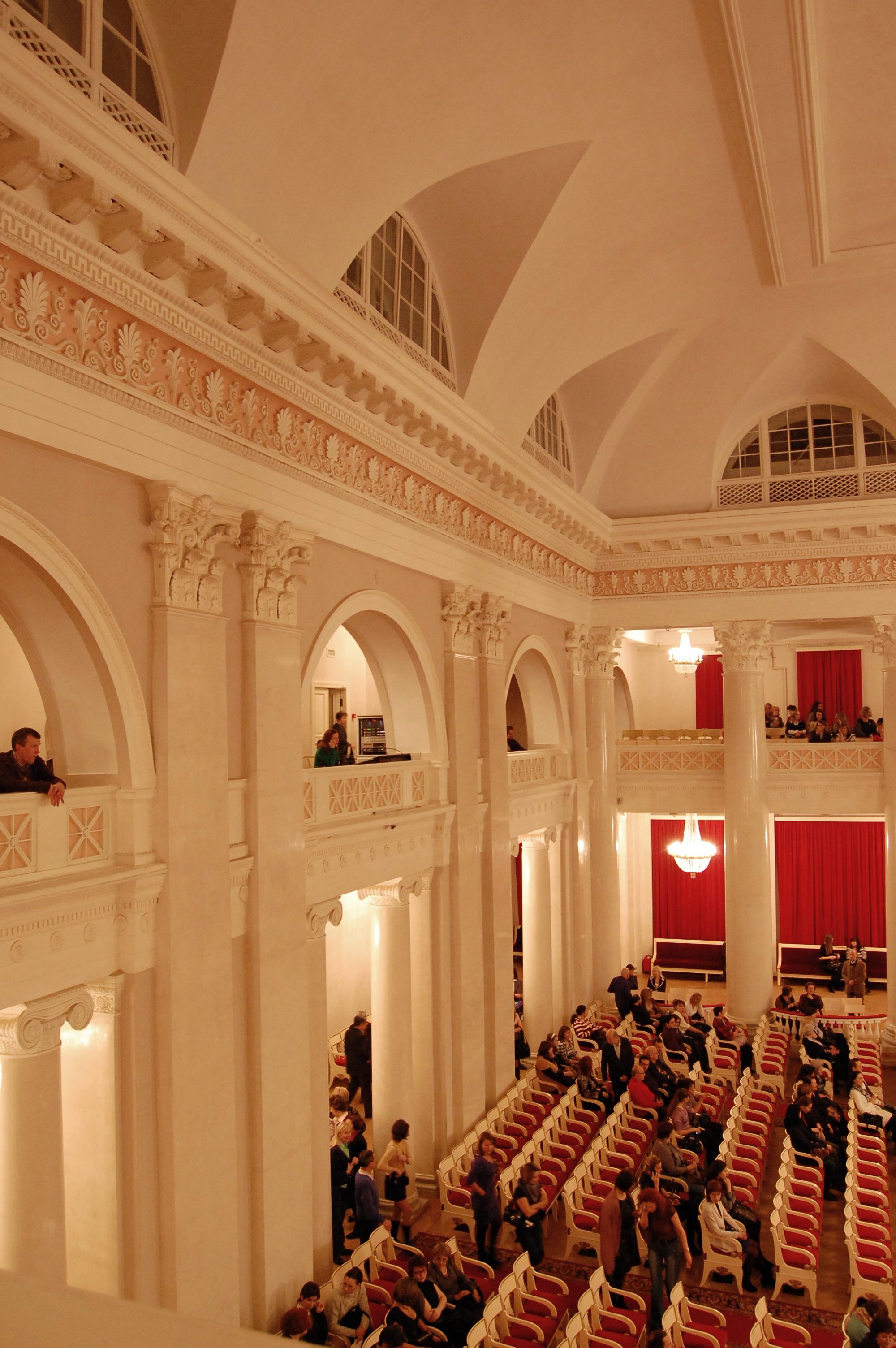
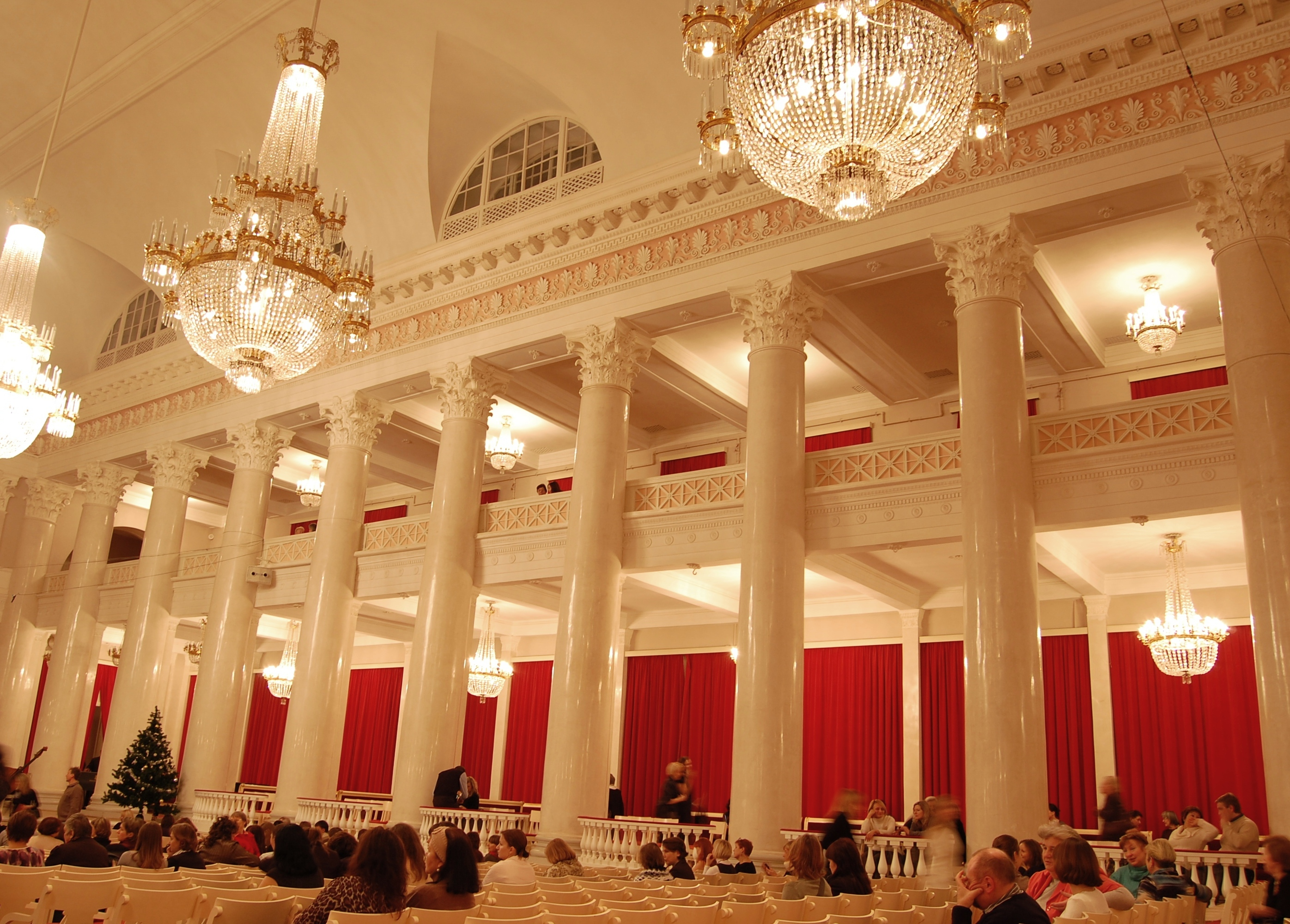
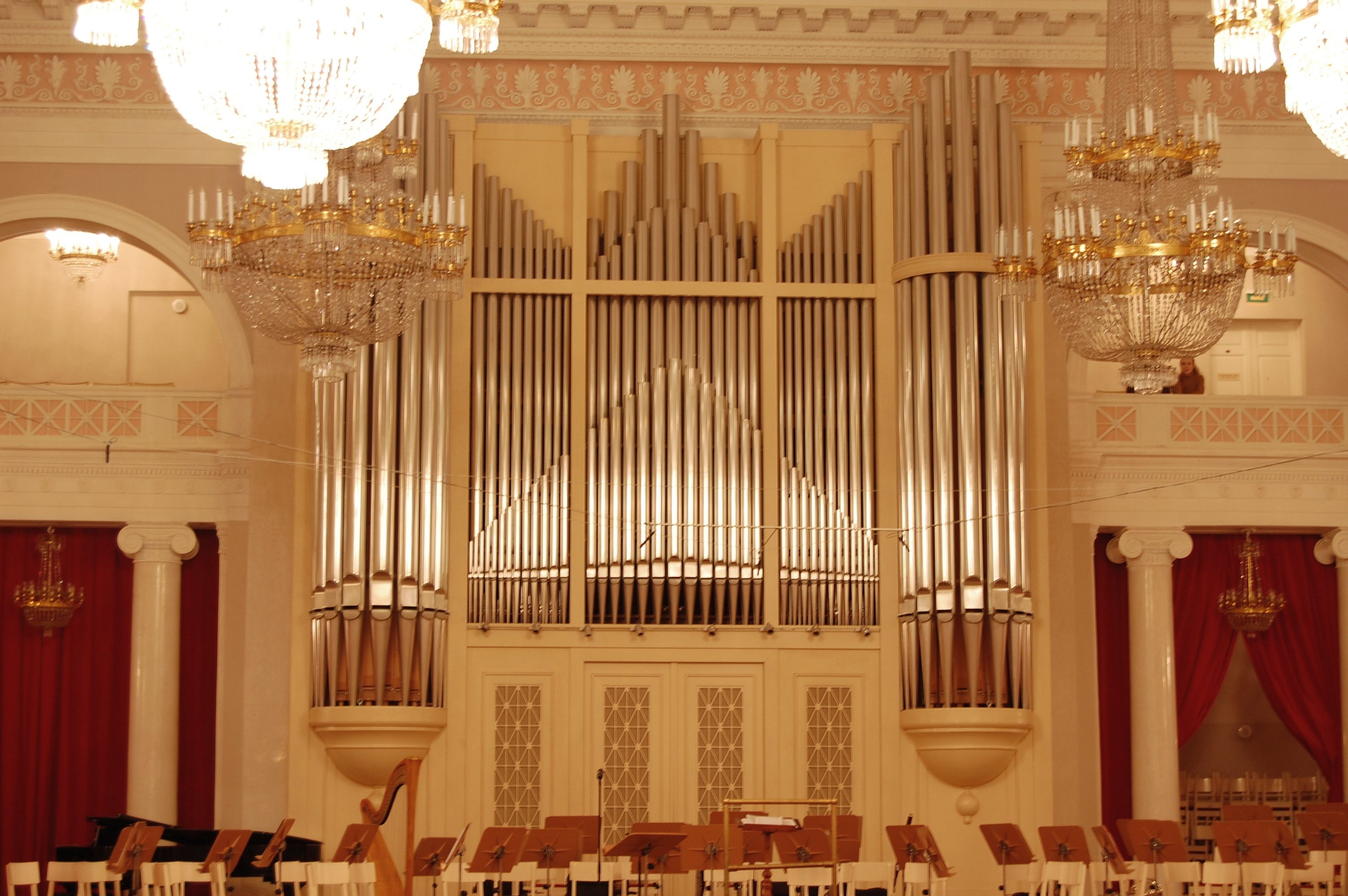
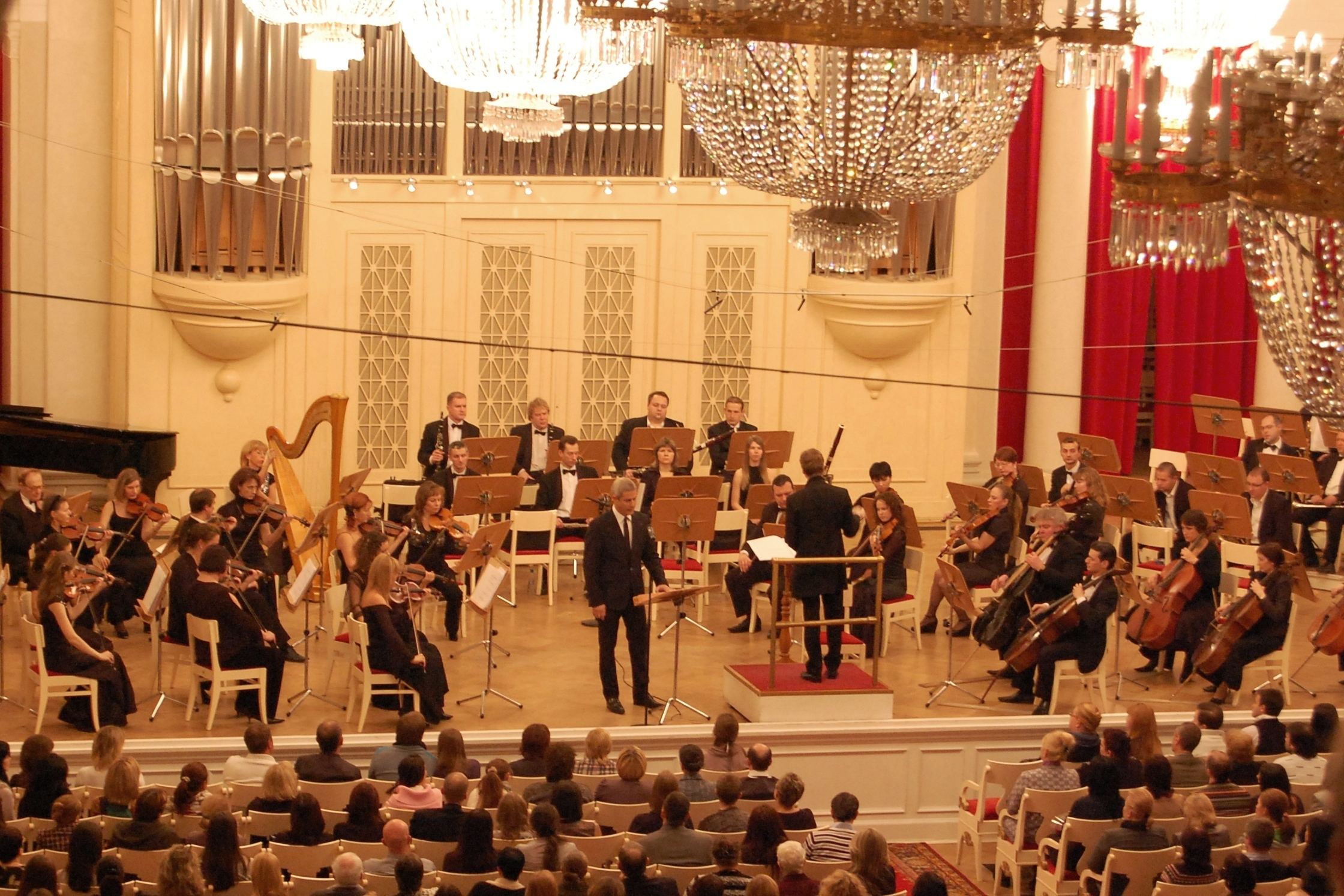
Концерт Алессандро Сафіна